# Березники (Волынская область)
Березники́ (укр. Березники) — село в Самаровской сельской общине Ковельского района Волынской области Украины.
До 2020 года входило в Ратновский район.
Код КОАТУУ — 0724287103. Население по переписи 2001 года составляет 124 человека. Почтовый индекс — 44115. Телефонный код — . Занимает площадь 0,558 км².